# Nửa đời hương phấn
Nửa đời hương phấn là một trong những vở cải lương nổi tiếng nhất của hai soạn giả Hà Triều và Hoa Phượng.

## Nội dung
Vở cải lương là chuyện buồn của The, lên thành phố tìm việc làm nuôi gia đình nhưng bị dụ dỗ, sa vào nghề "buôn phấn bán hương" với cái tên Hương. The có mối tình với chàng trai tên Tùng nhưng bị anh trai của Tùng là Hai Cang ngăn trở. Trớ trêu, Tùng sau này cưới Diệu mà không biết cô là em gái của Hương. Buồn đời, Hương quy y cửa Phật. Sau khi biết được những ẩn ức của Hương, Tùng cùng vợ và mẹ đến chùa khuyên Hương hoàn tục. Bỏ qua mọi lời khẩn cầu, Hương quyết tìm quên "nửa đời hương phấn" trong chiếc áo nâu sòng cùng những lời tụng niệm:
| “ | "Nửa đời hương phấn hư hao, Nửa đời còn lại gửi vào thiền môn" | ” |

## Hoàn cảnh ra đời
Ra đời vào cuối thập niên 1950, Nửa đời hương phấn đã tạo nên cơn sốt cho đoàn Thanh Minh – Thanh Nga. Vai The (Hương) dành cho những ngôi sao sáng như Út Bạch Lan, Thanh Nga rồi sau này là Phượng Liên, Bạch Tuyết. Bởi để thể hiện một cô gái làm nghề kỹ nữ nhưng giàu lòng tự trọng, hiếu thảo và nếm trải cay đắng mùi đời là điều không phải dễ. Một vai diễn khác cũng đắt giá là Tùng – người yêu và cũng là em rể của Hương. Những kép đẹp, diễn mùi từng đảm trách vai này là Thành Được, Thanh Sang, Minh Vương, Hùng Cường.
Từ một vở cải lương hay, các nghệ sĩ đã chuyển thể ra nhiều loại hình nghệ thuật khác. Năm 1961, vở được chuyển thể thành phim điện ảnh với tên gọi Bẽ bàng. Đây là những thước phim đen trắng 16 ly của đạo diễn Thái Thúc Nha. "Kỳ nữ" Kim Cương được chọn vào vai Hương bên cạnh các diễn viên khác như Lan Anh vai Diệu, La Thoại Tân vai Tùng, Ngọc Phu vai Cang. Báo chí thời này thuật lại, nghệ sĩ Kim Cương vốn gắn với những vai diễn phụ nữ chịu khổ hạnh, tủi cực nên vào vai Hương rất đạt, lấy nước mắt khán giả. Tài tử La Thoại Tân thì thu hút bởi vẻ đẹp trai, diễn tốt. Vai Diệu của nghệ sĩ Lan Anh tuy chưa tròn nhưng bù lại khán giả mến cô vì nhan sắc "sáng sân khấu". Vở diễn đã từng nhiều lần được chuyển thể sang thoại kịch. Gần nhất, năm 2015, sân khấu kịch Hoàng Thái Thanh dàn dựng trên sân khấu kịch với sự tham gia của các nghệ sĩ Ái Như, Thành Hội, Hồng Ánh và cũng rất ăn khách.
Ở khía cạnh văn hóa, vở Nửa đời hương phấn chinh phục người xem bởi sự gần gũi, dân dã nhưng đậm chất văn học trong câu từ của từng nhân vật. Ví như đoạn ông bà Sáu- cha mẹ cô The đối đáp: "Lóng rày tôi ăn cau khô không chứ có ăn cau tươi đâu mà dao với kéo. Ông muốn làm gì ra sau bếp lấy con dao phay ở trỏng kìa"- "Chuốt viết chì chứ bộ thọc huyết heo sao lấy dao phay?". Hay đoạn ông Sáu đứt ruột mắng con: "Tại sao mày lên Sài Gòn mày có thêm cái tên Hương? Tên The ba má đặt cho con nó quê mùa xấu xí lắm phải không con? Mày liệng bỏ tên The chẳng khác nào mày liệng bỏ một quãng đời trong sạch của mày. Mày lượm cái tên Hương đẹp đẽ từ đâu đó để thay vào, mày dùng cái tên đẹp đẽ thơm tho kia để bắt đầu quãng đời xấu xa thúi nát".

## Chuyển thể
Sau đây là những bộ phim và kịch chuyển thể từ vở cải lương Nửa đời hương phấn:
- Bẽ bàng: Đạo diễn Thái Phúc Nha. Phim sản xuất năm 1961[2].
- Kịch nói:Đạo diễn Ái Như. Sản xuất năm 2015.[3]